# Список паразитов человека
Паразиты человека — это паразиты, заражению которыми подвержен человек. Общее определение слова «паразит» касается не только многоклеточных и простейших, живущих за счёт своего хозяина и во вред последнему, но также вирусов, бактерий и грибов с подобными качествами. Согласно исторической традиции, и с точки зрения медицинской паразитологии, паразитами принято называть любые существа, ведущие паразитический образ жизни, кроме вирусов и бактерий с подобными качествами.
В этой статье перечислены наиболее распространённые паразиты человека.

## Эндопаразиты

### Протозойные организмы
| Общее название организма или болезни | Латинское название                                                                            | Заражаемые части тела                                                             | Диагностический анализ                                                                                    | Распространённость | Типичный источник заражения |
| ------------------------------------ | --------------------------------------------------------------------------------------------- | --------------------------------------------------------------------------------- | --- | --- | --- |
| Акантамебиаз                         | Acanthamoeba                                                                                  | глаза, мозг                                                                       | культура                                                                                                  | по всему миру | контактные линзы вымытые водой из-под крана |
| Амёбиаз                              | Entamoeba histolytica                                                                         | кишечник (в основном толстая кишка, но может вызвать сбой печени, если не лечить) | стул | области с плохой санитарией, высокой плотностью населения и в тропических областях                                               | фекально-оральная передача |
| Бабезиозы                            | Babesia B. divergens, B. bigemina, B. equi, B. microfti, B. duncani                           | эритроциты                                                                        | окраска по Романовскому — Гимзе                                                                           | во всём мире | укус клеща |
| Балантидиаз                          | Balantidium coli                                                                              | слизистая оболочка кишечника                                                      | стул | тропики | принятие внутрь воды, загрязнённой калом |
| Бластоцистоз                         | Blastocystis                                                                                  | кишечник                                                                          | прямая микроскопия стула (PCR, антитела)                                                                  | 2 — 20 % населения | употребление пищи, загрязнённой калом от заражённого человека или животного                                                                             |
| Болезнь Шагаса                       | Trypanosoma cruzi                                                                             | толстая кишка, пищевод, сердце, нервы, мышцы и кровь                              | окраска по Романовскому — Гимзе                                                                           | Мексика, Центральная и Южная Америка — 16-18 миллионов                                                                           | Triatoma / Reduviidae — ночные укусы |
| Диентамебиаз                         | Dientamoeba fragilis                                                                          | кишечник                                                                          | стул | до 10 % в промышленно развитых странах                                                                                           | принятие внутрь воды или пищи, загрязнённой калом |
| Изоспороз                            | Isospora belli                                                                                | эпителиальные клетки тонкой кишки                                                 | стул | во всем мире, менее распространённый, чем Toxoplasma или Cryptosporidium                                                         | фекально-оральная передача |
| Кокцидиоз, криптоспоридиоз           | Cryptosporidium                                                                               | кишечник                                                                          | стул | широко распространённый | |
| Лейшманиоз                           | Leishmania                                                                                    | кожа, слизистая оболочка, внутренности                                            | визуальная идентификация или Окраска по Романовскому — Гимзе                                              | Visceral leishmaniasis- широко распространённая; Cutaneous leishmaniasis — Старый Свет; Mucocutaneous leishmaniasis — Новый Свет | Phlebotomus — укус нескольких разновидностей |
| Лямблиоз                             | Giardia lamblia                                                                               | тонкая кишка                                                                      | стул | широко распространённый | глотание цист в заражённой фекалиями воде или пище или же уличные животные                                                                              |
| Малярия                              | Plasmodium falciparum (80 % случаев), Plasmodium vivax, Plasmodium ovale, Plasmodium malariae | эритроциты, печень                                                                | мазок крови                                                                                               | тропики — 250 миллионов случаев в год                                                                                            | комар Anopheles — ночные укусы |
| Неглериоз                            | Naegleria fowleri                                                                             | мозг                                                                              | культура                                                                                                  | редкий, но смертельный | попадание в носовую полость заражённой теплой пресной воды, плохо хлорируемые бассейны, горячие источники, почва                                        |
| Риноспоридиоз                        | Rhinosporidium seeberi                                                                        | нос, носоглотка                                                                   | колодезная вода и почва                                                                                   | Индия и Шри-Ланка | носовая слизистая оболочка вошла в контакт через купание в открытых водоёмах                                                                            |
| Сонная болезнь                       | Trypanosoma brucei                                                                            | лимфа крови и центральная нервная система                                         | микроскопическое исследование жидкости твердого шанкра, аспираты лимфатического узла, кровь, костный мозг | от 50 000 до 70 000 человек | Муха цеце, ночные укусы |
| Токсоплазмоз                         | Toxoplasma gondii                                                                             | глаза, мозг, сердце, печень                                                       | кровь и ПЦР                                                                                               | широко распространён — у каждого третьего человека                                                                               | заражённая сырая/недоваренная свинина/козлятина/баранина, заражённое некипячёное молоко, вода или почва со спорами из кала кошки, которому больше суток |
| Трихомониаз                          | Trichomonas vaginalis                                                                         | женская мочеполовая система (бессимптомно у мужчин)                               | микроскопическое исследование генитального тампона                                                        | 7,4 млн американцев | инфекция, передаваемая половым путём |

### Гельминты (глисты)
| Общее название организма или болезни | Латинское название | Заражаемые части тела                                                       | Диагностический анализ                                       | Распространённость | Типичный источник заражения |
| ------------------------------------ | --- | --------------------------------------------------------------------------- | ------------------------------------------------------------ | --- | --- |
| Анкилостомоз                         | Ancylostoma duodenale, Necator americanus | легкие, тонкая кишка, кровь                                                 | стул                                                         | распространён в тропиках, жарком и влажном климате; 1,3 млрд носителей                                                                                       | проникновение через кожу личинкой L3 |
| Анизакидоз                           | Anisakis | аллергическая реакция                                                       | биопсия                                                      | человек — случайный хозяин | употребление сырой рыбы, кальмаров, каракатиц, осьминогов |
| Аскаридоз                            | Ascaris lumbricoides | кишечник, печень, аппендикс, поджелудочная железа, легкие, синдром Леффлера | стул                                                         | распространена повсеместно, но особенно в тропиках и субтропиках                                                                                             | загрязнённые землёй руки |
| Байлисаскаридоз                      | Baylisascaris procyonis | кишечник, печень, легкие, мозг                                              |                                                              | редко: Северная Америка | экскременты енотов |
| Бругиоз                              | Brugia malayi, Brugia timori | лимфатические узлы                                                          | образцы крови                                                | тропические области Азии | членистоногие |
| Гименолепидоз                        | Hymenolepis nana, Hymenolepis diminuta |                                                                             |                                                              | | употребление пищи, загрязнённой мучными жучками, тараканами |
| Гнатостомоз                          | Gnathostoma spinigerum, Gnathostoma hispidum | подкожные ткани                                                             | физическая экспертиза                                        | редко — Юго-Восточная Азия | употребление сырого или недоваренного мяса (пресноводная рыба, куры, улитки, лягушки, свиньи) или загрязнённой воды                                                                 |
| Дикроцелиоз                          | Dicrocoelium lanceatum | желчный пузырь                                                              |                                                              | редко | употребление в пищу муравьёв |
| Диоктофимоз                          | Dioctophyme renale | как правило — почки                                                         | моча                                                         | по всему миру | употребление в пищу недоваренной или сырой пресноводной рыбы |
| Дипилидиоз                           | Dipilidium | кишечник, тонкая кишка                                                      | стул                                                         | Европа,Германия, Чили, Кения | проглатывание блохи заражённой этим паразитом |
| Дифиллоботриоз                       | Dibothriocephalus latus | кишечник, кровь                                                             | стул (под микроскопом)                                       | Европа, Япония, Уганда, Перу, Чили | употребление в пищу сырой пресноводной рыбы |
| Дракункулёз                          | Dracunculus medinensis | подкожные ткани, мышцы                                                      | пузырь/язва на коже                                          | Судан, в 1940-х — 48 млн человек ежегодно, в 1998 г. — 80 тыс. человек                                                                                       | |
| Клонорхоз                            | Clonorchis sinensis | печень, желчные протоки                                                     | дуоденальное зондирование, реже - стул                       | Восточная и Юго-Восточная Азия, включая Дальний Восток России                                                                                                | употребление в пищу сырой или недостаточно термически, химически обработанной пресноводной рыбы                                                                                     |
| Лоаоз                                | Loa loa filaria | соединительная ткань, легкие, глаза                                         | кровь (Окраска по Романовскому — Гимзе: гематоксилин, эозин) | дождевые леса Западной Африки — 12-13 миллионов человек | Слепень, дневные укусы |
| Мансонеллёз, Филяриатозы             | Mansonella streptocerca | подкожный слой                                                              |                                                              | | насекомые |
| Метагонимоз                          | Metagonimus yokogawai; Metagonimus katsuradai | кишечник                                                                    | стул                                                         | Сибирь, Маньчжурия, страны Балканского полуострова, Израиль, Испания                                                                                         | употребление в пищу недоваренной или сушёной рыбы |
| Речная слепота                       | Onchocerca volvulus, Onchocerciasis | кожа, глаза, ткани                                                          | бескровный надрез кожи                                       | 17 млн в Африке, Йемене, Центральной и Южной Америке, возле холодных, быстрых рек                                                                            | Simulium / Мошки, дневные укусы |
| Описторхоз                           | Opisthorchis viverrini, Opisthorchis felineus | желчные протоки                                                             | дуоденальное зондирование, реже - стул                       | 1,5 миллиона человек в России | употребление заражённой сырой, слабосолёной или замороженной рыбы |
| Парагонимоз                          | Paragonimus westermani; Paragonimus africanus; Paragonimus caliensis; Paragonimus kellicotti; Paragonimus skrjabini; Paragonimus uterobilateralis | лёгкие                                                                      | мокрота, кал                                                 | Восточная Азия | употребление сырых недоваренных пресноводных речных раков, крабов и других ракообразных                                                                                             |
| Слоновая болезнь                     | Wuchereria bancrofti | лимфатическая система                                                       | широкие мазки крови окрасились гематоксилином                | тропики и субтропики, 120 млн человек | ночные укусы москитов |
| Спарганоз                            | Spirometra erinaceieuropaei |                                                                             |                                                              | | употребление пищи, загрязнённой заражённым калом собаки или кошки (человек - конечный хозяин)                                                                                       |
| Стронгилоидоз                        | Strongyloides stercoralis | кишечник, легкие, кожа (личинка)                                            | стул, кровь                                                  | | проникновение через кожу |
| Тениаринхоз                          | Taenia saginata | кишечник                                                                    | стул                                                         | широкораспространённый | употребление в пищу недоваренной говядины |
| Тениоз                               | Taenia solium |                                                                             |                                                              | | употребление в пищу недоваренной свинины |
| Токсокароз                           | Toxocara canis, Toxocara cati | печень, мозг, глаза (Toxocara canis)                                        | кровь, глазная экспертиза                                    | широкораспространённый | немытая пища, заражённая яйцами Toxocara, недоваренная печень цыплёнка |
| Трихинеллёз                          | Trichinella spiralis, Trichinella britovi, Trichinella nelsoni, Trichinella nativa                                                                | мышцы, тонкая кишка                                                         | кровь                                                        | более распространён в развивающихся странах | употребление в пищу недоваренной свинины, мяса хищных животных |
| Трихоцефалёз                         | Trichuris trichiura, Trichuris vulpis | толстая кишка, задний проход                                                | стул (на яйца)                                               | широко распространённый | случайное глотание яиц с бобами, рисом, и различными зернами или почвой, загрязнённой человеческим калом                                                                            |
| Фасциолёз                            | Fasciola hepatica, Fasciola gigantica | печень, желчный пузырь                                                      | стул                                                         | Fasciola hepatica в Европе, Африке, Австралии, Америке и Океании; Fasciola gigantica только в Африке и Азии, 2,4 млн человек заражены обеими разновидностями | пресноводные улитки |
| Фасциолопсидоз                       | Fasciolopsis buski | кишечник                                                                    | стул (под микроскопом)                                       | Восточная Азия — 10 млн человек | употребление внутрь инвазированных водорослей или воды (промежуточное звено улитки, хозяева — амфибии)                                                                              |
| Церкариоз                            | Trichobilharzia regenti, Schistosomatidae |                                                                             |                                                              | | через кожный контакт с водой, заражённой улитками и позвоночными |
| Цестодоз                             | Cestoda | Кишечник                                                                    | стул                                                         | редко | |
| Шистосомоз азиатский                 | Schistosoma mekongi - |                                                                             |                                                              | Юго-Восточная Азия | попадание на кожу воды, заражённой выделениями пресноводных улиток Neotricula aperta                                                                                                |
| Шистосомоз мочеполовой               | Schistosoma haematobium | почки, мочевой пузырь, мочеточники, легкие, кожа                            | моча                                                         | Африка, Ближний Восток | попадание на кожу воды, заражённой выделениями пресноводных улиток Bulinus |
| Шистосомоз Мэнсона                   | Schistosoma mansoni | кишечник, печень, селезёнка, легкие, кожа                                   | стул                                                         | Африка, Карибский регион, Южная Америка, Азия, Ближний Восток — 83 миллиона человек                                                                          | попадание на кожу воды, заражённой выделениями пресноводных улиток Biomphalaria |
| Шистосомоз японский                  | Schistosoma japonicum | кишечник, печень, селезёнка, легкие, кожа                                   | стул                                                         | Китай, Восточная Азия, Филиппины | попадание на кожу воды, заражённой выделениями пресноводных улиток Oncomelania |
| Энтеробиоз                           | Enterobius vermicularis, Enterobius gregorii | кишечник, задний проход                                                     | стул; тест вокруг ануса                                      | широко распространённый; умеренный пояс | |
| Эхинококкоз                          | Echinococcus granulosus, Echinococcus multilocularis, Echinococcus vogeli, Echinococcus oligarthrus                                               | печень, легкие, почки, селезёнка                                            | отображение кисты в печени, легких, почке и селезёнке        | страны Средиземноморья | как промежуточный хозяин: употребление пищи, загрязнённой калом от плотоядного животного; как постоянный хозяин: употребление в пищу сырого мяса (потроха) от травоядного животного |
| Эхиностомоз                          | Echinostoma echinatum | тонкая кишка                                                                |                                                              | Дальний Восток | употребление в пищу сырой рыбы, моллюсков, улиток |

### Прочие паразиты
| Общее название организма или болезниволосяной подкожник | Латинское название                       | Заражаемые части тела | Диагностический анализ | Распространённость          | Типичный источник заражения                                                                                          |
| ------------------------------------------------------- | ---------------------------------------- | --------------------- | ---------------------- | --------------------------- | --- |
| Дерматобиаз                                             | Dermatobia hominis                       | Subcutaneous tissue   | подкожная ткань        | Центральная и Южная Америка | москиты и кусающие мухи                                                                                              |
| Кандиру                                                 | Trichomycteridae                         | уретра                | физическая экспертиза  | бассейн Амазонки            | мочеиспускание в водоёмах, где обитает рыба без надлежащей защиты                                                    |
| Лингватулёз                                             | Linguatula serrata                       | носоглотка            | физическая экспертиза  | Средняя Азия                | употребление в пищу сырых или недоваренных лимфатических узлов (например, в мясе от заражённых верблюдов и буйволов) |
| Макраканторинхоз                                        | Archiacanthocephala                      |                       |                        |                             | |
| Миазы                                                   | Oestroidea, Calliphoridae, Sarcophagidae | мертвые и живые ткани |                        |                             | |
| Саркопсиллёз                                            | Tunga penetrans                          | подкожная ткань       | физическая экспертиза  | Центральная и Южная Америка | песчаные блохи |

## Эктопаразиты
| Общее название организма или болезни | Латинское название                                  | Заражаемые части тела     | Диагностический анализ                             | Распространённость                   | Типичный источник заражения                                                               |
| ------------------------------------ | --------------------------------------------------- | ------------------------- | -------------------------------------------------- | ------------------------------------ | ----------------------------------------------------------------------------------------- |
| Вошь головная — Педикулёз            | Pediculus humanus capitis                           | волосяные фолликулы       | визуальная идентификация                           | по всему миру                        | близкий контакт с заражёнными людьми                                                      |
| Вошь лобковая — Педикулёз            | Phthirus pubis                                      | лобковая область, ресницы | визуальная идентификация под увеличением           | широкораспространеная                | кожный контакт, такой как половые отношения; через заражённую одежду или постельное бельё |
| Вошь платяная — Педикулёз            | Pediculus humanus corporis                          |                           | визуальная идентификация                           | по всему миру                        | кожный контакт, такой как половые отношения; через заражённую одежду или постельное бельё |
| Демодекоз                            | Demodex folliculorum; Demodex brevis; Demodex canis | брови, ресницы            | микроскопия волосяного фолликула ресницы или брови | пандемия, по всему миру              | кожный контакт                                                                            |
| Клопы постельные                     | Cimicidae, Cimex lectularius                        | кожа                      | визуально                                          | по всему миру                        | смешение верхней одежды и постельного белья                                               |
| Кохлиомиаз                           | Cochliomyia hominivorax                             | кожа и раны               | визуально                                          | Центральная Америка, Северная Африка | прямые контакты с мухами                                                                  |
| Чесотка                              | Sarcoptes scabiei                                   | кожа                      | микроскопия поверхностных соскобов                 | по всему миру                        | кожный контакт, такой как половые отношения; через заражённую одежду или постельное бельё |